# مایکل پچ
مایکل پچ (انگلیسی: Michel Pech; ۴ ژوئن ۱۹۴۶ – ۲۰ سپتامبر ۲۰۱۲) بازیکن فوتبال اهل فرانسه بود.
از باشگاه‌هایی که در آن بازی کرده‌است می‌توان به باشگاه فوتبال نانت اشاره کرد.